# Manuel Obarrio
Manuel Obarrio (Buenos Aires, 27 de marzo de 1836 - San Isidro, 27 de diciembre de 1918) fue un legislador, profesor de derecho y funcionario público argentino.

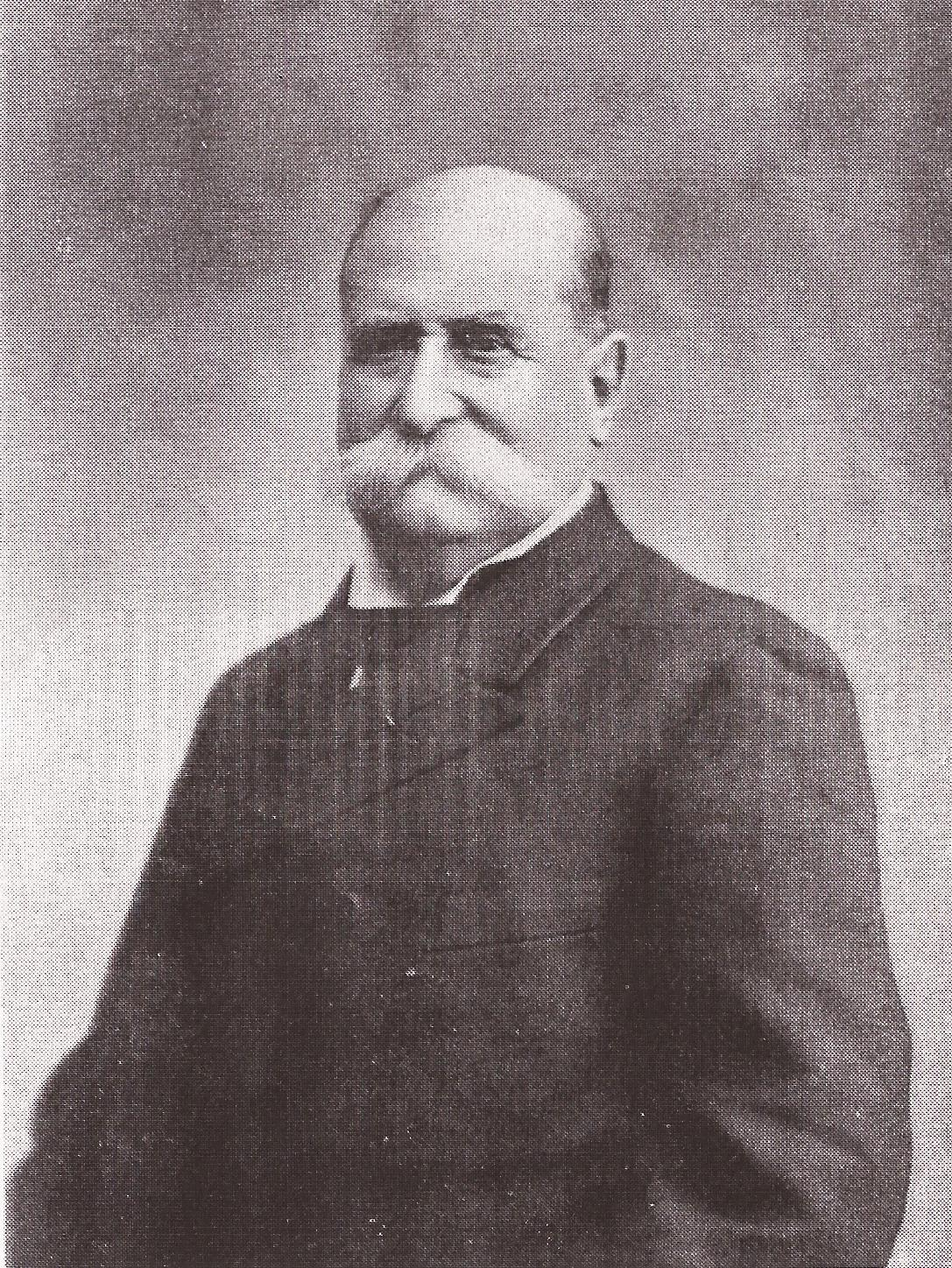
Manuel Obarrio.

## Biografía
Nació en Buenos Aires en la casa de su abuela Josefa de Lezica y Reyna de Obarrio, situada en la calle Piedras. Fueron sus padres Francisco Sotero Obarrio y Lezica, y Margarita Luzuriaga y Zapiola. Fue su madrina Manuelita Rosas.
Sus primeras letras las estudió en el colegio Americano, de Antonio Sierra. Fueron sus compañeros de colegio, entre otros, Benjamín Llorente, los Basavilbaso, los Rubio, Castillo, Enrique y Juan Lezica. En 1850 pasó a la universidad a estudiar filosofía, siendo sus compañeros Manuel Quintana, Ramón Sagastizábal, Enrique y Alejandro Paz y Eduardo Basavilbaso. 
En 1852 comenzó sus estudios de Derecho, siendo sus profesores el doctor Casajemas en derecho civil e internacional y el doctor José León Benegas en derecho canónico. Ese año se restableció el curso de economía política con el doctor Clemente Piñoli. Se doctoró el día que cumplió 20 años, entrando luego a la academia teórico-práctica de jurisprudencia, que duraba 3 años más. El examen de abogado duró dos horas y lo rindió ante el Superior Tribunal de Justicia. Presidió la mesa el doctor Francisco de las Carreras, quien fue presidente de la Suprema Corte Nacional en su creación.
El 31 de enero de 1860 fue designado secretario de la convención del Estado de Buenos Aires, que debía revisar la Constitución de 1853. Fue después secretario de la Academia de Jurisprudencia.

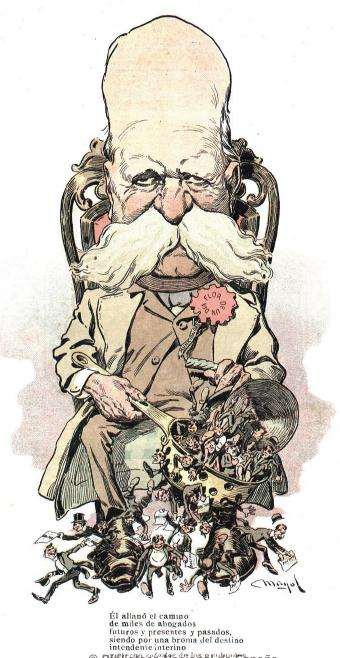
La Caras y Caretas caricaturiza a Obarrio en 1902, llamándolo "colador" de abogados.

En 1867 fue elegido diputado a la Legislatura de la Provincia de Buenos Aires, cargo que desempeñó por reelección durante tres períodos. Más tarde fue durante dos períodos consecutivos senador de la misma.
En 1894 fue elegido nuevamente senador por la Unión Cívica Radical, pero no siéndole posible cumplir el precepto constitucional de la residencia en la provincia, entendió que no podía aceptar el honor que le dispensaron sus electores. La cámara de Senadores no admitió su renuncia; pero considerando él que no debía faltar a los deberes impuestos por la Constitución insistió en la renuncia que fue entonces aceptada.
Formó parte de la Convención Constituyente que reformó la Constitución de la Provincia de Buenos Aires, jurada en 1873. 
En 1872 fue designado profesor de derecho comercial y penal en la Universidad de Buenos Aires, habiendo sido nombrado académico de la Facultad de Derecho y Ciencias Sociales cuando esta se fundó. Desempeñó su decanato durante varios períodos, y por más de 16 años dictó las cátedras de Derecho Comercial y Penal, y 16 años más diócese exclusivamente a la primera.
En 1910 la Academia Nacional de Derecho y Ciencias Sociales de Buenos Aires lo eligió presidente, cargo que ocupó en dos períodos consecutivos hasta que fue nombrado presidente honorario y miembro del consejo directivo.
En 1901 fue elegido presidente de la comisión municipal de la ciudad de Buenos Aires, puesto que ocupó por reelecciones sucesivas hasta 1907, año en que aquella concluyó su cometido. Durante su presidencia ocupó varias veces la intendencia municipal. En 1908 fue elegido miembro del directorio del Banco Hipotecario Nacional y reelecto en 1910, 1915 y 1918.
El primer cargo público que desempeñó siendo muy joven fue el de miembro de una comisión de inmigración designado por el presidente Domingo Sarmiento, juntamente con Manuel Ocampo y otros. En varias oportunidades le fueron ofrecidos diversos ministerios, puestos que declinó por razones personales.

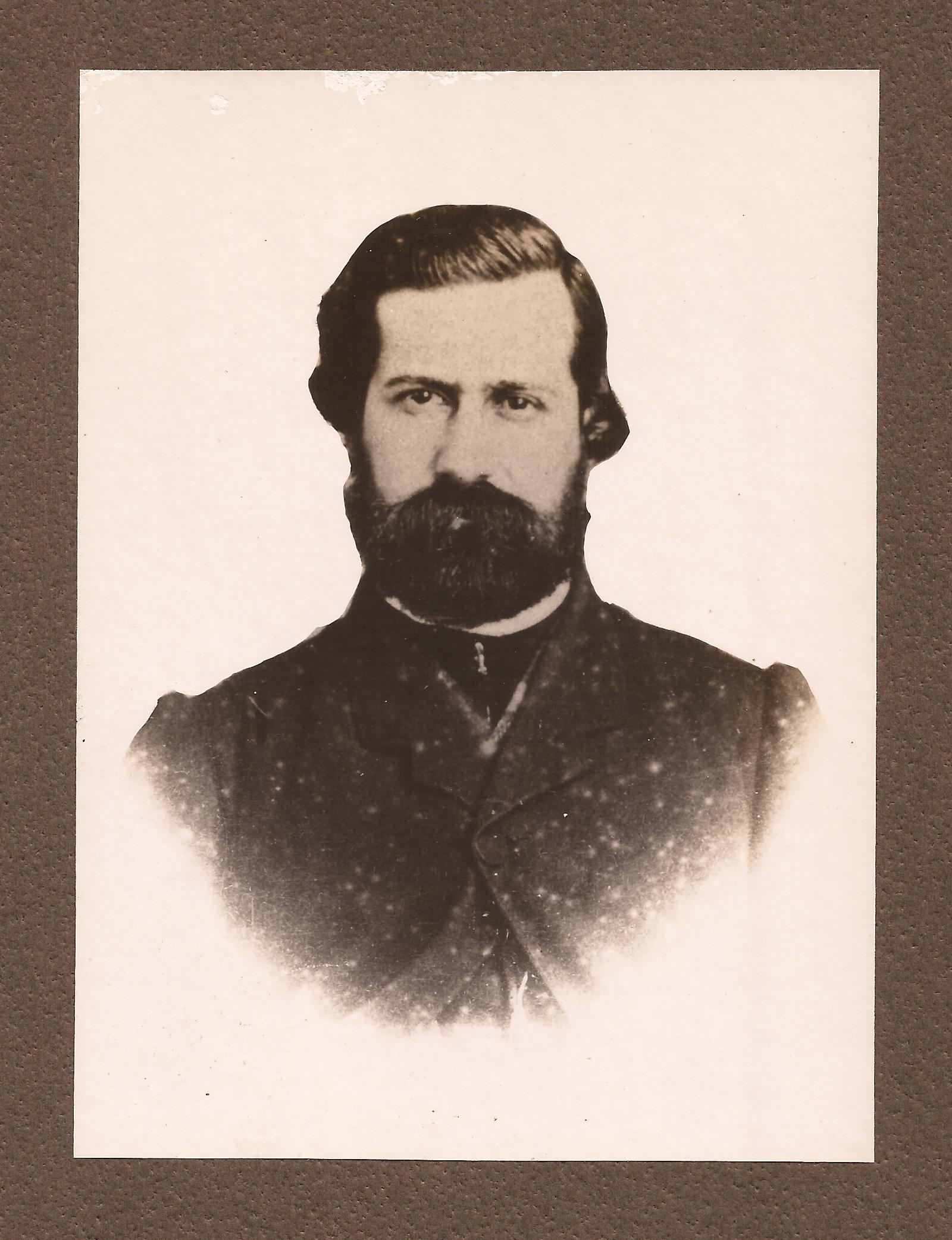
Manuel Obarrio.

Escribió las siguientes obras: Código de Comercio Argentino, concordado y comentado; Curso de Derecho Comercial; Breves explicaciones sobre quiebras; Lecciones de Derecho Penal; Estudio sobre quiebras; Proyecto de Código de Procedimientos en materia penal para los tribunales nacionales de la República. Este último sancionado ley el 17 de octubre de 1888. En colaboración: Códigos militares, comprendiendo la ley de organización y competencia de los tribunales respectivos; Reformas al proyecto de Procedimientos en materia civil y comercial; Proyecto de Código de Procedimientos Penal para la Provincia de Buenos Aires; Proyectos de ley sobre la organización de la justicia federal, de la justicia ordinaria de la capital y la de territorios nacionales; Sobre enjuiciamientos de magistrados; Sobre procedimientos de la justicia de menor cuantía y de paz; Reglamento de la Bolsa de la ciudad de Buenos Aires adaptado a la ley de reformas del Código de Comercio; gran cantidad de artículos y trabajos jurídicos en numerosas publicaciones nacionales y extranjeras. Entre nombramientos honoríficos, electivos, científicos y comisiones, existen en su archivo 265 comunicaciones correspondientes a otros tantos cargos desempeñados.
Se casó con Remedios Langdon y Saenz Valiente, matrimonio del que sobrevivieron cinco hijos. Su fallecimiento se produjo en su quinta de San Isidro, el 27 de diciembre de 1918, a la edad de 82 años. Su quinta, ubicada en las calles 25 de Mayo y Maipú se conserva en San Isidro como patrimonio histórico del partido.